# Dinh dưỡng và mang thai

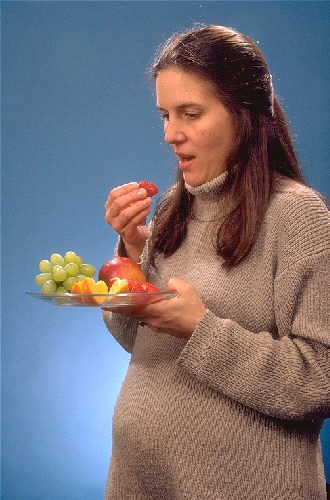
Một người phụ nữ mang thai đang ăn trái cây.

Dinh dưỡng và mang thai đề cập đến việc bổ sung chất dinh dưỡng và lập kế hoạch chế độ ăn uống được tiến hành trước, trong và sau khi mang thai. Dinh dưỡng thai nhi bắt đầu từ lúc thụ thai.  Với lý do này, dinh dưỡng của người mẹ rất quan trọng từ trước khi thụ thai (khoảng một vài tháng trước) cũng như trong suốt thai kỳ và thời gian cho con bú.  Ngày càng tăng số nghiên cứu đã cho thấy dinh dưỡng của người mẹ sẽ có ảnh hưởng đến đứa trẻ, kể cả về nguy cơ ung thư, bệnh tim mạch, tăng huyết áp và tiểu đường trong suốt cuộc đời.
Cung cấp không đầy đủ hoặc quá mức một số chất dinh dưỡng có thể gây ra dị tật và những vấn đề sức khỏe ở thai nhi, rối loạn thần kinh và khuyết tật là nguy cơ do mẹ suy dinh dưỡng.  Ước tính 24% trẻ sơ sinh trên toàn thế giới sinh ra với trọng lượng thấp hơn tiêu chuẩn do không đảm bảo chế độ dinh dưỡng hợp lý.  Những thói quen cá nhân như tiêu thụ rượu hoặc lượng lớn caffeine ảnh hưởng tiêu cực và không thể phục hồi lên sự phát triển của em bé, xảy ra trong giai đoạn đầu của thai kỳ.
Tiêu thụ caffein trong khi mang thai có mối liên kết đến tăng nguy cơ sảy thai.  Hiện các nghiên cứu ủng hộ quan điểm rằng lợi ích của tiêu thụ cá khi mang thai lớn hơn nhiều so với các rủi ro; Tuy nhiên, loại cá nào cũng rất quan trọng.  Axit folic, là dạng tổng hợp của vitamin folate, rất thiết yếu cho cả trước và sau khi thụ thai.

## Dinh dưỡng trước khi mang thai
Như hầu hết các chế độ ăn uống, khả năng lớn sẽ bổ sung quá mức, tuy nhiên, theo lời khuyên chung, cả khuyến cáo của cơ quan nhà nước và y tế đều cho rằng các bà mẹ nên tuân theo các hướng dẫn được liệt kê trên bao bì vitamin về mức đưa vào cho phép hàng ngày chính xác hoặc được khuyến nghị (RDA).  Sử dụng sắt hàng ngày trước khi sinh giúp cải thiện đáng kể cân nặng em bé khi sinh, có khả năng làm giảm nguy cơ sinh thiếu ký.
- Bổ sung axit folic được khuyến cáo trước khi thụ thai, để ngăn ngừa sự phát triển tật nứt đốt sống và các khuyết tật ống thần kinh khác.  Nên cung cấp ít nhất là 0,4 mg/ngày trong ba tháng đầu của thai kỳ, 0,6  mg/ngày trong suốt thai kỳ và 0,5 mg/ngày trong khi cho con bú bên cạnh việc ăn thực phẩm giàu axit folic như các loại rau lá xanh.[8]
- Mức iod thường quá thấp ở phụ nữ mang thai, và iod cần thiết cho các chức năng bình thường của tuyến giáp và sự phát triển trí tuệ của thai nhi, thậm chí là chứng đần độn.  Bà bầu nên uống vitamin chứa iod trước khi sinh.[9]
- Hàm lượng vitamin D thay đổi khi tiếp xúc với ánh sáng mặt trời.  Mặc dù có ý kiến việc bổ sung chỉ cần thiết ở những khu vực vĩ độ cao, nhưng các nghiên cứu gần đây về hàm lượng Vitamin D trên khắp Hoa Kỳ và nhiều quốc gia khác đã cho thấy nhiều phụ nữ có hàm lượng Vitamin D thấp.  Vì thế, có một phong trào đang phát triển để khuyến nghị bổ sung 1000 IU Vitamin D hàng ngày trong suốt thai kỳ.[10]
- Phần đông phụ nữ mang thai đã được phát hiện có hàm lượng thấp vitamin B12, nhưng việc bổ sung vẫn chưa chứng minh có cải thiện kết quả mang thai hoặc sức khỏe của trẻ sơ sinh hay không.[11]
- Các axit béo không bão hòa chuỗi dài, cụ thể là axit docosahexaenoic (DHA) và axit eicosapentaenoic (EPA), có lợi cho sự phát triển của thai nhi.  Một số nghiên cứu cho thấy nguy cơ sinh non và nhẹ cân thấp hơn ở những bà mẹ có lượng tiêu thụ cao hơn.[12][13]
- Sắt cần thiết cho sự phát triển lành mạnh của thai nhi và nhau thai, đặc biệt là trong quý thai kỳ thứ hai và thứ ba.  Và cũng rất cần thiết trước khi mang thai trong quá trình sản xuất huyết sắc tố hemoglobin.  Không có bằng chứng nào cho thấy mức hemoglobin 7 gram/100 ml hoặc cao hơn gây bất lợi cho thai kỳ, nhưng phải thừa nhận rằng băng huyết sau sinh là nguyên nhân chính gây tử vong cho mẹ trên toàn thế giới.  Theo đánh giá tổng quan của Cochrane, việc bổ sung sắt giúp giảm nguy cơ thiếu máu mẹ và thiếu sắt trong thai kỳ nhưng hiệu ứng tích cực khác đến bà mẹ và trẻ sơ sinh vẫn chưa rõ ràng.[14]

## Dinh dưỡng trong khi mang thai
Bổ sung nhiều vi chất dinh dưỡng cùng với sắt và axit folic có thể cải thiện kết quả sinh nở cho phụ nữ ở các nước thu nhập thấp.  Những chất bổ sung này làm giảm số lượng trẻ sơ sinh nhẹ cân, nhỏ so với trẻ trong cùng độ tuổi thai và thai chết lưu ở những phụ nữ không có nhiều vi chất dinh dưỡng trong chế độ ăn uống thông thường.  Phụ nữ thiếu dinh dưỡng có thể nhận được phúc lợi qua các buổi giáo dục về chế độ ăn uống, cân bằng năng lượng và bổ sung protein.  Một đánh giá chỉ ra giáo dục chế độ ăn uống làm tăng lượng protein cho người mẹ và giúp em bé phát triển tốt hơn trong bụng mẹ.  Cân bằng protein và bổ sung năng lượng làm giảm nguy cơ thai chết lưu và trẻ nhẹ cân, giúp tăng cân cho cả mẹ và em bé.  Mặc dù cần có nhiều nghiên cứu hơn về tác dụng lâu dài đối với sức khỏe của bà mẹ và trẻ sơ sinh, nhưng với những tác dụng ngắn hạn có vẻ đầy hứa hẹn.
Bổ sung thêm vào chế độ ăn uống thực phẩm giàu axit folic, trái cây và rau lá xanh đậm giúp ngăn ngừa dị tật ống thần kinh ở thai nhi.  Ngoài ra, cung cấp vitamin trước sinh thường chứa lượng axit folic, iod, sắt, vitamin A, vitamin D, kẽm và calci tăng hơn so với lượng vitamin tổng hợp tiêu chuẩn.  Bổ sung kẽm đã giúp giảm khoảng 14% sinh non trên toàn cầu chủ yếu ở các nước thu nhập thấp, nơi mà tình trạng thiếu kẽm là phổ biến.  Tuy nhiên, Tổ chức Y tế Thế giới không thường khuyến nghị bổ sung kẽm cho tất cả phụ nữ mang thai.
Đối với phụ nữ có chế độ ăn ít calci, việc bổ sung calci có thể làm giảm nguy cơ tiền sản giật.    Tuy nhiên, một đánh giá gần đây hơn về các lợi ích khác của việc bổ sung calci đã không tìm thấy bất kỳ sự cải thiện nào ở trẻ sinh non hoặc nhẹ cân.  Không có đủ nghiên cứu chất lượng tốt để đề xuất liều một lượng tối ưu và thời gian nào nên bổ sung calci.
Phụ nữ mang thai nên chú ý đến những thực phẩm đã ăn trong thai kỳ để giảm nguy cơ tiếp xúc với các chất hoặc vi khuẩn có thể ảnh hưởng xấu đến sự phát triển của thai nhi.  Bao gồm các mầm bệnh có hại như listeria, toxoplasmosis và salmonella.  Lượng lớn retinol có liên quan đến dị tật bẩm sinh và dị thường.  Mặc dù hải sản chứa hàm lượng axit béo Omega-3 cao có lợi cho cả mẹ và em bé, nhưng không có sự đồng thuận về việc tiêu thụ hải sản khi mang thai.  Phụ nữ mang thai nên ăn hải sản điều độ.
Khi mang thai, cân nặng của phụ nữ tăng khoảng 12 kg.  Cơ quan an toàn thực phẩm châu Âu khuyến nghị tăng cường 300 mL mỗi ngày so với lượng bình thường cho phụ nữ không mang thai, với tổng lượng nước đưa vào đầy đủ (từ thực phẩm và chất lỏng) lên 2.300 mL, hoặc khoảng 1.850 mL / ngày chỉ từ chất lỏng 
Lượng dinh dưỡng của người mẹ trong khi mang thai được cho là có ảnh hưởng và có thể mang lại tác dụng bảo vệ ngăn ngừa sự phát triển của các bệnh dị ứng và hen suyễn ở trẻ.  Việc bổ sung vitamin D, vitamin E và kẽm cho mẹ đều có liên quan đến việc thở khò khè ở trẻ nhỏ, cho thấy tác dụng bảo vệ.  Ngoài ra, bổ sung cho mẹ axit béo không bão hòa chuỗi dài omega-3 (n-3 LC-PUFA) có liên quan đến việc giảm nguy cơ phát triển bệnh chàm ở trẻ và giảm khả năng nhạy cảm của trẻ trong năm đầu đời.

## Dinh dưỡng sau khi mang thai
Dinh dưỡng hợp lý rất quan trọng sau khi sinh để giúp bà mẹ bình phục lại, và giúp cung cấp đủ năng lượng thực phẩm và chất dinh dưỡng cho phụ nữ cho con bú.  Phụ nữ có ferritin huyết thanh dưới 70 µg/L có thể cần bổ sung sắt để phòng ngừa thiếu máu do thiếu sắt khi mang thai và sau sinh.
Trong thời kỳ cho con bú, lượng nước có thể cần phải tăng lên.  Sữa mẹ được làm từ 88% nước và IOM khuyến nghị phụ nữ cho con bú nên tăng lượng nước uống khoảng 300 mL/ ngày lên tổng thể tích 3000 mL/ngày (từ thực phẩm và đồ uống); khoảng 2.400 mL/ngày từ chất lỏng.